# StormRegion
StormRegion была венгерским разработчиком компьютерных игр, наиболее известная по играм Rush for Berlin, и Codename: Panzers. Они также построили свой собственный игровой движок под названием Gepard: 3D с помощью инструментов. В 2007 году был приобретен немецкой компанией 10tacle Studios AG. После финансово нестабильной 10tacle Studios AG им перестали платить зарплату в апреле 2008 года, StormRegion потеряла своих сотрудников и была вынуждена закрыть свой офис в Будапеште.
В 2015 году некоторые сотрудники StormRegion (такие как Péter Bajusz и Attila Bánki-Horváth, сделавшие S.W.I.N.E.) создали новую компанию под названием Kite Games.

## Релизы
- Trail (отменена) [2][3]
- S.W.I.N.E. (2001)
- Codename: Panzers – Phase One (2004)
- Codename: Panzers – Phase Two (2005)
- Rush for Berlin (2006)
- Rush for the Bomb (2007)
- Codename: Panzers – Cold War (2009)
- Mytran Wars (2009)